# Sakanoue no Tamuramaro
Sakanoue no Tamuramaro (坂上田村麻呂?; 758 – 811) è stato un militare giapponese.
Figlio di Sakanoue no Karitamaro, fu il secondo shōgun della storia, in quanto ricevette il titolo di Seii Taishōgun dall'Imperatore Kammu nel 797 quando questi lo mise a capo di una spedizione contro gli emishi  (蝦夷征伐?, emishi seibatsu), una popolazione che abitava la parte settentrionale dell'isola di Honshū; sono state trovate tracce archeologiche di una migrazione degli emishi verso l'isola di Hokkaidō tra il VII e l'VIII secolo, ma molti rimasero nella regione di Tōhoku accettando la sottomissione all'imperatore, ed in particolare la tribù fushu ricevette alcuni feudi che i suoi esponenti amministrarono come vassalli dell'imperatore.
Dopo la morte di Kammu, sotto gli imperatori Heizei e Saga, Tamuramaro divenne dainagon (gran consigliere) e hyōbukyō (ministro della guerra).  
A Tamuramaro è attribuita la costruzione del Kiyomizu-dera, uno dei templi più famosi di Kyōto. Si crede inoltre che le feste e le processioni che hanno luogo nella prefettura di Aomori durante il Tanabata si siano originate come celebrazioni per la vittoria di Tamuramaro su quelle terre; queste celebrazioni sono chiamate Nebuta ad Aomori e Neputa (ねぷた祭り?) a Hirosaki, e fino alla metà degli anni novanta il premio al miglior carro della processione era chiamato "premio Tamuramaro". Tuttavia, non c'è alcuna prova storica che egli si sia mai spinto più a Nord della prefettura di Iwate.
La tomba di Tamuramaro si trova a Shōgun-zuka, ad Est di Kyōto.